# Basil Yaïche
Pour les articles homonymes, voir Yaïche.
Basil Yaïche, alias Basou, né le 23 octobre 1991 à Paris, est un joueur de poker, comédien et producteur de théâtre français. En 2010, il est élu meilleur joueur de poker en ligne français.

## Biographie
En 2006, à 15 ans, il découvre le poker à travers une partie entre deux entrainements de tennis de table. Il se forme sur le site Poker Académie et remporte le tournoi freeroll du site pour 50 euros de prix. En trois mois, il transforme ces 50 euros en 40 000 euros grâce à un jeu hyper agressif, et en réalisant l’overbet, miser plus que le pot. De 15 à 17 ans Basil fait les montagnes russes. Il gagne plusieurs fois 50 000 euros pour les reperdre tout aussi vite. A 17 ans, il remporte 250 000 euros en deux jours et perd 100 000 euros le troisième. En 2009, à 18 ans, il dispose de 150 000 de Bankroll sans jamais avoir investi le moindre argent de sa poche.
En 2010, il est repéré par TF1 pour ses résultats étonnants pour son âge et ses vidéos didactiques. Il intègre alors la Team Eurosport Poker auprès de Clément Thumy et Hugo Lemaire, considérés à cette époque comme les meilleurs joueurs de tournoi français. En 2011, il termine deuxième de la finale du France Poker Series au cercle Haussman pour 153 000 euros de gain. Il obtient la seconde place au tournoi de heads-up lors de la finale du Partouche Poker Tour. En parallèle de ses tournois, Basil joue des parties de 25/50 en tête et 40/80 en 6 handed sur le site internet Full Tilt poker et à l’Aviation Club de France avec des swings financiers de plusieurs dizaines de milliers d’euros. En 2014, fatigué de ces swings financiers et du manque du sens qu’il trouve dans le poker, Basil se tourne vers le théâtre et intègre l’école Acting International, pour les comédiens professionnels,. Il improvise ensuite dans la troupe des Aventuriers de l’improvisation pendant 2 ans à Paris puis en Avignon.
Il découvre en même temps la méditation, notamment par la lecture du philosophe indien Jiddu Krishnamurti ou encore d'Osho. Il se passionne sur ce sujet et poursuit une formation de thérapeute à l'Institut de Reiki à Paris. Un séjour au centre de formation NutsR Games à Siem Reap, au Cambodge lui permet de se réconcilier avec le poker. Il comprend qu’il peut lier ses connaissances de thérapeute pour faire du poker un outil de développement personnel puissant pour la gestion des émotions et la mise en place d’objectifs cohérents. Il utilise depuis la méditation pendant ses parties et reverse une grande partie de ses gains pour des associations caritatives. Il forme des joueurs à ses techniques nouvelle et donne des conseils sur la chaine Twitch dansleturfu_.
En 2017, il crée la société Baz Production afin de devenir producteur de spectacle vivant. Il produit Froid de Lars Norén au Train Bleu et Huis presque Clos, une pièce de théâtre entièrement improvisée,. Il prépare un nouveau spectacle sur le thème du poker dont il sera l’acteur principal.